# Albert Mestres i Emilió
Albert Mestres i Emilió (Barcelona, 11 de gener de 1960) és un escriptor, poeta, traductor, assagista, dramaturg, director d'escena i editor autodidacta.

## Biografia[2]
Fill del compositor Josep Maria Mestres Quadreny i de la ballarina contemporània Maria Teresa Emilió (que va prendre el cognom del seu marit), Mestres va escriure el seu primer poema als tretze anys i la seva primera obra de teatre, als quinze.
Mestres es va matricular en Filosofia a la universitat l'any 1980 però només va acabar el primer any. Hi va tornar tres anys després, a la Universitat Autònoma de Barcelona, però ho va tornar a deixar. Als trenta-set anys es va matricular en Humanitats a la Universitat Oberta de Catalunya (UOC), d'on es va llicenciar el 2008. A partir d'aquest any, va començar a exercir de professor a l'Institut del Teatre. Més tard, va fer un màster d'Estudis de Llengua, Literatura i Cultura Catalana a la Universitat Rovira i Virigli (URV) de Tarragona.
Ha treballat com a traductor i corrector, sobretot de catàlegs d'art, des dels vint anys. Ha col·laborat amb els grups Zootrop, La Fura dels Baus i OOFF Companyia. Actualment continua sent professor a l'Institut del Teatre de Barcelona. Des de l'any 2007 és coordinador del club de lectura de la Biblioteca Francesc Ferrer i Guàrdia de Caldes de Malavella.
Ha col·laborat en revistes d'assaig i regularment participa en simposis, col·loquis i congressos sobre literatura. És, a més, fundador de la Companyia La Patacada.
Mestres és el fundador i editor de l'editorial RE&MA 12, que està especialitzada en literatura dramàtica. També va ser el coordinador i director de Veus Paral·leles, un festival de poesia que agermanava poetes catalans amb els d'altres llengües.
A més, és traductor de diverses llengües: francès, anglès, italià i portuguès.

## Obra

### Poesia
- O res (Argentona: L'Aixernador, Argentona, 1991)
- A sac (Barcelona: Empúries, 1999)
- Tres (Barcelona: Edicions 62, 2001)
- Llum (Tarragona: Arola Editors, 2007)
- Comèdia (Barcelona: Edicions 62, 2008)
- Nous (Barcelona: Edicions 62, 2013)
- Poemes intestins ((Barcelona: Edicions 62, 2018)
- De cara (Barcelona: Rema 12, 2021)
- Elegies de Caldes (Barcelona: Edicions 62, 2023)

### Novel·la
- Ales de cera (Barcelona: Proa, 1996)
- La ela de Milet (Barcelona: Proa, 1998)
- Vides de tants (Barcelona: Proa, 2000)
- El conte de la llacuna : mites i llegendes dels indis huave (Barcelona: Empúries, 2000)
- La tercera persona (Barcelona: Angle Editorial, 2001)
- La pau perpètua (Barcelona: Empúries, Barcelona, 2006)
- Els colors dels dies (Barcelona: Angle Editorial, 2012)
- L'instant (Valls: Cossetània Edicions, 2015)
- La novel·la d'Albert Puig (Barcelona: Angle Editorial, 2016)
- Sentimental (Barcelona: Angle Editorial, 2022)

### Teatre

#### Textos teatrals
- La bufa (Barcelona: Proa, 1998)
- Dramàtic i altres peces (Barcelona: Edicions 62, 2002)
- 1714. Homenatge a Sarajevo (Tarragona: Arola Editors, 2004)
- Temps real (Barcelona: Proa, 2007) (traducció al francès: 2008; traducció a l'alemany: 2010)[6]
- Odola (Barcelona: Re&Ma 12, 2007)
- Dos de dos (Barcelona: Proa, 2008)
- Un altre Wittgenstein o L'holocaust (Barcelona: Re&Ma 12, 2009)
- La partida o Còctel de gambes (ed. Tres i quatre, València, 2010)
- Orfeu i Eurídice (Barcelona: Re&Ma 12, 2012)
- Els anells de Saturn (2013)

#### Òperes[1][7]
- La petita bufa (1995)
- 1714. Món de guerres (direcció artística) (2004)
- Orfeu i Eurídice (2011)

#### Obres dirigides[8]
- Sata-Suite Bufa-na de Joan Brossa i Josep Maria Mestres Quadreny. Mireia Chalamanch, Albert Mestres (adaptació i direcció escènica)[1] (2002)
- Dramàtic (2002)
- Do'm d'Enric Casasses (2003)
- Vides de tants (2003)
- Informe per a una acadèmia de Franz Kafka amb cua d'Albert Mestres (2004)
- Contes estigis o El cabaret dels morts (2004)
- A l'ombra de la fondalada, de John Millington Synge (2006)
- Temps real (2007)
- Dos de dos (2008)
- Sabates de taló alt de Manuel Molins (2008)
- L'hivern plora gebre damunt el gerani d'Agustí Bartra (2008)
- Un altre Wittgenstein, si us plau, o L'holocaust (2009)
- Zwdu (2009)
- La disputa de l'ase, d'Anselm Turmeda (2009)
- Orfeu i Eurídice (2011)
- Nix tu, Simona d'Albert Pijuan (2011)
- Peus descalços sota la lluna d'agost de Joan Cavallé (director d'escena) (2011)
- Senyor Gripau Senyora Mort, de Josep-Sebastià Pons (2012)
- Helena, de Iannis Ritsos (2013)
- Suite bufa, de Joan Brossa i Josep Maria Mestres Quadreny (2014)
- Aquil·les o l'estupor (2015)
- Farsa (autor i director) (2016)
- Amor pur (autor i director) (2020) (obra pertanyent al díptic teatral Greta & Friday)[9]

#### Altres[6]
- La llet del paradís (1996) (cantafaula)
- Comèdia (1998) (acció poètica)
- Opsis (2001) (espectacle)
- Salt al buit (2003) (espectacle)
- Paradís (2013) (acció poètica)
- Aquil·les o l'estupor (2015) (ballet dramàtic)

### Assaig
- Història i tragèdia: a propòsit dels catalans jueus (Catarroja: Afers, 2007)
- Breu tractat sobre la mort i la bellesa (ed. Angle, Barcelona, 2013)

### Altres
- El moble a Catalunya: L'espai domèstic del gòtic al Modernisme, de Mónica Piera i Albert Mestres (Barcelona: Angle, 1999)[1]

### Traduccions
- Contes cruels, de Villiers de l'Isle-Adam (Barcelona: Edicions B, 1990)
- Justine o les dissorts de la virtut, de Marquès de Sade (Barcelona: La Magrana, 1994)
- Rere el vi i les roses: els epigrames llicenciosos, de Marc Valeri Marcial ((Barcelona: La Magrana, 1996)
- Les dues tietes, de Tommaso Landolfi (Barcelona: Edicions Proa, 1998)
- Errata, de George Steiner (Barcelona: Proa, 1999)
- Inés de Las Sierras, de Charles Nodier (Barcelona: Proa, 1999)
- City, d'Alessandro Barico (Barcelona: La Magrana, 2000)
- L'hora del diable i altres ficcions, de Fernando Pessoa (Barcelona: Proa, 2000)
- Gramàtiques de la creació, de George Steiner (Barcelona: Proa, 2002)
- Sobre el bosc lacti, de Dic Edwards (Tarragona: Arola, 2003)
- L'assassinat entès com una de les belles arts, de Thomas De Quincey (València: Publicacions Universitat de València, 2008)
- Berenice, de Jean Racine (Martorell: Adesiara, 2008)
- Llàstima que sigui una puta, de John Ford (Martorell: Adesiara, 2010)
- Barcelona!, de Gregoire Polet (Barcelona: Angle Editorial, 2016)
- Perquè cantin les salamandres, d'Aurélia Lassaque (Barcelona: Labreu, 2017)

### Premis
- Premi Crítica Serra d'Or de Teatre: Dramàtic i altres peces (Barcelona: Edicions 62, 2002)